# Emesene
emesene je klijent otvorenog koda za brzo slanje poruka putem interneta, a koristi Majkrosoftov .NET MSN servis. Predstavlja klon programa Windows lajv mesendžer. Emesene je španski (kao i portugalski i francuski) izgovor MSN-a, nekadašnjeg naziva za Windows lajv mesendžer.
Cilj mu je da usvoji mogućnosti zvaničnog klijenta kroz jednostavnije i čistije korisničko okruženje.
Emesene je dostupan pod GNU-ovom opštom javnom licencom, a napisan je koristeći Pajton, GTK+ i PyGTK. Program je višeplatformski, i dostupan je na operativnim sistemima Windows, Mac OS X i linuks.

## Spoljašnje veze
- Zvanična stranica